# Bompoka Island
Bompoka Island är en ö i Indien.   Den ligger i unionsterritoriet Andamanerna och Nikobarerna, i den sydöstra delen av landet, 2 800 km sydost om huvudstaden New Delhi.